# Cheiridopsis delphinoides
Cheiridopsis delphinoides är en isörtsväxtart som beskrevs av Steven A. Hammer. Cheiridopsis delphinoides ingår i släktet Cheiridopsis och familjen isörtsväxter. Inga underarter finns listade i Catalogue of Life.